# Howard Lutnick

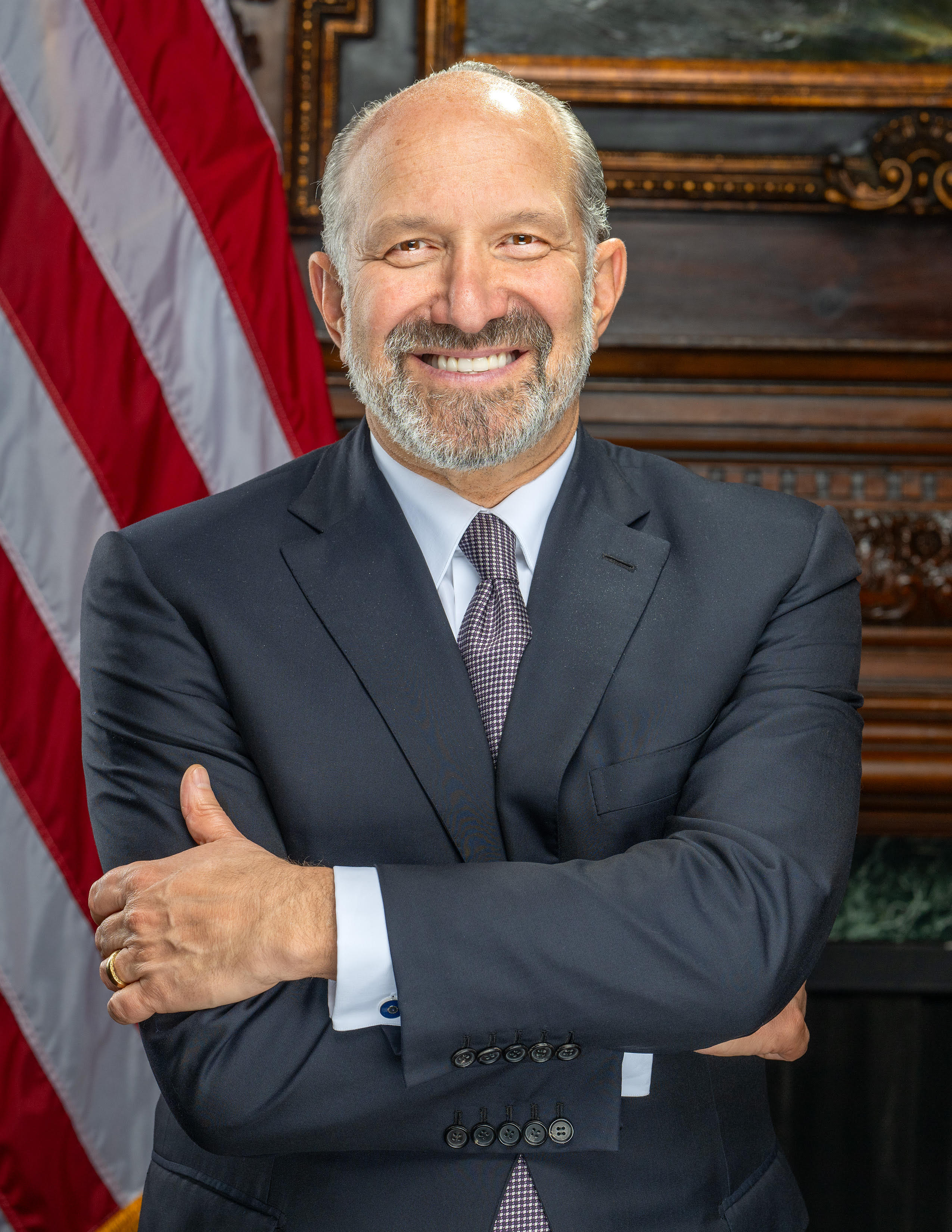
Howard Lutnick (offizielles Porträtfoto, 2025)

Howard William Lutnick (* 14. Juli 1961 in Jericho, New York) ist ein US-amerikanischer Politiker. Seit Februar 2025 ist er Handelsminister im Kabinett Trump II von US-Präsident Donald Trump. Als Geschäftsmann leitete er zuvor das Finanzunternehmen Cantor Fitzgerald (ab 1991).

## Laufbahn

### Jugend und Ausbildung
Howard Lutnick wurde am 14. Juli 1961 auf Long Island in eine jüdische Familie mit insgesamt drei Kindern geboren. Er ist der Sohn von Solomon Lutnick, der Geschichtsprofessor am Queens College war, und seiner Frau Jane Lutnick, einer Malerin und Bildhauerin. 1978 starb Jane Lutnick 42-jährig.
1979 begann Howard Lutnick sein Studium am Haverford College in Pennsylvania. Kurz nach Beginn des Studiums starb sein Vater, der ihm Schulden hinterließ. Der Präsident und der Dekan von Haverford, einer Einrichtung, die sich auf das Erbe der Quäker beruft, rief Lutnick eine Woche nach dem Tod seines Vaters an und bot ihm ein Vollstipendium für seine Ausbildung an. Lutnick konnte so sein Studium 1983 mit einem Abschluss in Wirtschaftswissenschaften abschließen.

### Berufliche Karriere
Lutnick kam 1983 zu Cantor Fitzgerald, im selben Jahr, in dem er sein Studium abschloss. Schon früh entwickelte Lutnick eine gute Beziehung zum Firmengründer Bernard Cantor, der sein persönlicher Mentor wurde. 1991 wurde Lutnick als Nachfolger von Gründer Cantor zum Präsidenten und CEO des Unternehmens ernannt, und 1996 wurde er Chairman. Lutnick modernisierte das Unternehmen und führte bei Cantor Fitzgerald, einem Broker und Investmentbankgesellschaft, ein vollständig elektronisches Handelssystem ein.
Zum Zeitpunkt der Anschläge vom 11. September 2001 befanden sich die Büros von Cantor Fitzgerald im 101. bis 105. Stock des Nordturms des World Trade Centers, genau über der Stelle, an der das Flugzeug in das Gebäude einschlug. Keiner der Mitarbeiter, die sich an diesem Morgen in den Cantor-Büros aufhielten, überlebte die Anschläge. Insgesamt starben an diesem Tag 658 der 960 Mitarbeiter von Cantor, darunter auch Lutnicks Bruder Gary. Er selbst wäre an diesem Morgen eigentlich ebenfalls im Büro gewesen, aber am 11. September brachte er seinen Sohn Kyle zu seinem ersten Kindergartentag, was ihm das Leben rettete. Vier Tage nach den Anschlägen, am 15. September, verkündete Lutnick unter großem Aufsehen, dass er die Gehaltszahlungen für fast 700 vermisste oder verstorbene Mitarbeiter einstellen würde. Er rechtfertigte sich damit, dass er aufgrund finanzieller Probleme keine Zahlungen mehr habe leisten können. Die Familien der Opfer erhielten später ein Entschädigungspaket. Im Jahr 2006 spendete das Unternehmen zusätzlich 180 Millionen US-Dollar für die Angehörigen seiner Mitarbeiter, die von den Anschlägen des 11. September betroffen waren.

### Politische Karriere
Lutnick ist langjähriges Mitglied der Republikanischen Partei und schon längere Zeit ein Bekannter und Unterstützer Trumps, in dessen Reality-Show The Apprentice er 2008 auftrat. Am 17. Mai 2019 veranstaltete Lutnick eine Spendengala für Donald Trump in seinem Haus in Manhattan, bei der er nach Angaben des Beraterstabs des Präsidenten rund 5 Millionen Dollar einsammelte. Am 2. August 2024 veranstaltete Lutnick eine Spendengala für Trump und seine Anhänger in einem klimatisierten Zelt auf seinem Grundstück. Nach Trumps Wahl leitete Lutnick gemeinsam mit Linda McMahon das Übergangsteam für Trumps zweite Amtszeit.
Mit der Wiederwahl Trumps war Lutnick für das Amt des Handelsministers und das Amt des Finanzministers im Gespräch. Der Trump-Verbündete Elon Musk sprach sich für Lutnick als Finanzminister aus, denn dieser könne „wirklich einen Wandel vollbringen“. Nach wochenlangen Spekulationen gab der designierte US-Präsident Donald Trump am 19. November 2024 bekannt, dass er Lutnick für das Amt des Handelsministers nominieren werde. Während des Wahlkampfes hatte sich Lutnick für einen allgemeinen Importzoll zum Schutz der US-amerikanischen Industrie ausgesprochen. Er gilt auch als ein Anhänger von Kryptowährungen. Sein Unternehmen Cantor Fitzgerald verwaltet einen Teil der Reserven des Stablecoins Tether, was als möglicher Interessenskonflikt kritisiert wurde. Am 18. Februar 2025 wurde er vom Senat im Amt bestätigt.

## Persönliches
Am 10. Dezember 1994 heiratete Lutnick Allison Lambert, eine Anwältin. Sie haben zusammen vier Kinder.